# Callixanthospila pulchella
Callixanthospila pulchella är en skalbaggsart som beskrevs av Karl Adlbauer 2000. Callixanthospila pulchella ingår i släktet Callixanthospila och familjen långhorningar. Inga underarter finns listade.